# Kirtland I. Perky

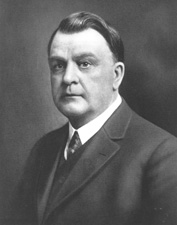
Kirtland I. Perky

Kirtland Irving Perky (* 8. Februar 1867 in Smithville, Wayne County, Ohio; † 9. Januar 1939 in Los Angeles) war ein US-amerikanischer Jurist und Politiker (Demokratische Partei), der den Bundesstaat Idaho im US-Senat vertrat.
Nach dem Besuch der öffentlichen Schulen machte Kirtland I. Perky 1888 seinen Abschluss an der Ohio Northern University in Ada. Er studierte Jura an der University of Iowa in Iowa City und wurde 1890 in die Anwaltskammer aufgenommen, woraufhin er in Wahoo (Nebraska) als Jurist zu praktizieren begann. 1894 zog er nach Albion in Idaho um, wo er Bezirksrichter für den vierten Gerichtsdistrikt des Bundesstaates wurde. Später arbeitete er als Anwalt in Boise.
Nach dem Tod des republikanischen US-Senators Weldon B. Heyburn am 17. Oktober 1912 wurde Perky von Idahos demokratischem Gouverneur James H. Hawley zu dessen Nachfolger im Kongress bestimmt. Er nahm sein Mandat ab dem 18. November desselben Jahres wahr und schied bereits am 5. Februar 1913 wieder aus dem Senat aus. Offizieller Amtsinhaber wurde der Republikaner James H. Brady, der sich bei der Nachwahl gegen Gouverneur Hawley durchsetzte.
Kirtland Perky arbeitete danach wieder als Anwalt in Boise, später dann in Los Angeles, wo er ab 1923 lebte.